# Wasilij Kłoczkow
Wasilij Kłoczkow, ros. Василий Георгиевич Клочков (ur. 23 lutego?/8 marca 1911 we wsi Sinodskoje w guberni saratowskiej, zm. 16 listopada 1941 pod Dubosiekowem) – radziecki oficer polityczny z czasów II wojny światowej. Podczas bitwy o Moskwę w 1941 roku dowodził legendarną grupą panfiłowców walcząc pod Dubosiekowem. Odznaczony tytułem Bohatera Związku Radzieckiego, Orderem Lenina i dwoma Orderami Czerwonego Sztandaru.

## Życiorys
Urodził się we wsi Sinodskoje pod Saratowem. W 1929 ukończył liceum młodzieży chłopskiej. W 1936 został członkiem KPZR. W 1940 ukończył Instytut Unii Edukacji przy Komisariacie Ludowym ZSRR. Później pracował na stanowisku zastępcy kierownika stołówki w Ałma-Acie.
W czasie mobilizacji w 1941 roku został wcielony do Armii Czerwonej i wysłany na front.

## Bitwa pod Dubosiekowem
16 listopada 1941 roku dowodził plutonem niszczycieli czołgów z 4 kompanii 2. batalionu 1075. pułku piechoty 316 Dywizji Piechoty z zadaniem obrony mijanki Dubosiekowo.
Przed bitwą rzekomo powiedział: 
„Rosja jest wielka, ale cofać się nie ma gdzie — za nami jest Moskwa!”
Rano odparto pierwszy nieprzyjacielski atak, w którym nacierała niemiecka piechota. Obrońcy zadali atakującym ciężkie straty. Do kolejnego ataku ruszyło 20 niemieckich czołgów. Widząc je, Kłoczkow miał powiedzieć:
„No to co, bracia! Dwadzieścia czołgów. Mniej niż po jednym na brata. To nie tak wiele!”
Dowodząc grupą 27 żołnierzy przez 4 godziny powstrzymywał natarcie niemieckiej 11. Dywizji Pancernej.
Gdy sytuacja stała się krytyczna Kłoczkow poderwał ocalałych ludzi i zaszarżował z granatami przeciwpancernymi na niemieckie czołgi. Ciało Kłoczkowa pochowano w miejscu bitwy, a następnie zostało przeniesione do odległej o dwa kilometry wioski Nelidowo. Według radzieckich danych panfiłowcy zniszczyli 18 czołgów i zabili wielu niemieckich żołnierzy, jednak  te dane  i słowa przypisywane Kłoczkowowi, wielu historyków uznaje jedynie za dzieło radzieckiej propagandy.

## Odznaczenia i wyróżnienia
- „Złota Gwiazda” Bohatera Związku Radzieckiego.
- Order Lenina.
- Order Czerwonego Sztandaru – dwukrotnie.

## Kultura masowa
Obrona Dubosiekowa jest jednym z wydarzeń wykorzystanych w wydanej w 2006 roku grze Theatre of War – Pola Zagłady.